# Chatfield (Ohio)
Chatfield és una població dels Estats Units a l'estat d'Ohio. Segons el cens del 2000 tenia 218 habitants.

## Demografia
Segons el cens del 2000, Chatfield tenia 218 habitants, 86 habitatges, i 57 famílies. La densitat de població era de 280,6 habitants/km².
Dels 86 habitatges en un 32,6% hi vivien nens de menys de 18 anys, en un 59,3% hi vivien parelles casades, en un 7% dones solteres, i en un 32,6% no eren unitats familiars. En el 29,1% dels habitatges hi vivien persones soles el 14% de les quals corresponia a persones de 65 anys o més que vivien soles. El nombre mitjà de persones vivint en cada habitatge era de 2,53 i el nombre mitjà de persones que vivien en cada família era de 3,16.
Per edats la població es repartia de la següent manera: un 27,5% tenia menys de 18 anys, un 6% entre 18 i 24, un 34,9% entre 25 i 44, un 21,1% de 45 a 60 i un 10,6% 65 anys o més.
L'edat mediana era de 37 anys. Per cada 100 dones de 18 o més anys hi havia 90,4 homes.
La renda mediana per habitatge era de 37.188 $ i la renda mediana per família de 46.250 $. Els homes tenien una renda mediana de 30.417 $ mentre que les dones 21.563 $. La renda per capita de la població era de 13.847 $. Aproximadament l'1,7% de les famílies i el 5,4% de la població estaven per davall del llindar de pobresa.

## Poblacions més properes
El següent diagrama mostra les poblacions més properes.